# Charles Schlee
Charles Schlee (Kopenhagen, 21 juli 1873 - Cambridge, 5 januari 1947) was een Amerikaans wielrenner. Hij nam deel aan de derde Olympische Spelen in St. Louis, Missouri in 1904.

## Belangrijkste resultaten
OS 1904
 op de 5 mijl
4 op de 1/3 mijl
DNF op de 25 mijl
Daarnaast nam Charles Schlee deel aan de 1/2 mijl en 1 mijl, maar men weet niet op welke plaats hij daar eindigde.